# سیارک ۱۳۳۲۸
سیارک ۱۳۳۲۸ (به انگلیسی: 13328 Guetter، نامگذاری:1998SP24) سیزده هزار و سیصد و بیست و هشتمین سیارک کشف شده‌است که در ۱۷ سپتامبر ۱۹۹۸ کشف شد.
قدر مطلق سیارک برابر ۲۲.۴ است.